# Danh sách cầu cao nhất Việt Nam
Dưới đây là danh sách các cây cầu cao nhất Việt Nam.
| Hạng | Cầu             | Hình ảnh | Chiều cao (m) | Hoàn thành | Bắc qua        | Vị trí                 | Ghi chú                                                                                    |
| ---- | --------------- | -------- | ------------- | ---------- | -------------- | ---------------------- | ------------------------------------------------------------------------------------------ |
| 1    | Cầu Cần Thơ     |          | 175           | 2010       | Sông Hậu       | Cần Thơ - Vĩnh Long    | Cầu dây văng cao nhất Việt Nam.                                                            |
| 2    | Cầu Phú Mỹ      |          | 162,5         | 2009       | Sông Sài Gòn   | Tp Hồ Chí Minh         | Cầu dây văng lớn nhất Thành phố Hồ Chí Minh. Một trong các cây cầu hiện đại nhất thế giới. |
| 3    | Cầu Vàm Cống    |          | 150           | 2018       | Sông Hậu       | Cần Thơ - Đồng Tháp    |                                                                                            |
| 4    | Cầu Trần Thị Lý |          | 145           | 2013       | Sông Hàn       | Đà Nẵng                |                                                                                            |
| 5    | Cầu Bãi Cháy    |          | 137,5         | 2006       | Vịnh Cửa Lục   | Quảng Ninh             |                                                                                            |
| 6    | Cầu Cao Lãnh    |          | 123           | 2018       | Sông Tiền      | Đồng Tháp              |                                                                                            |
| 7    | Cầu Rạch Miễu   |          | 117           | 2009       | Sông Tiền      | Tiền Giang - Bến Tre   |                                                                                            |
| 8    | Cầu Mỹ Thuận    |          | 116,5         | 2000       | Sông Tiền      | Tiền Giang - Vĩnh Long |                                                                                            |
| 9    | Cầu Ba Son      |          | 113           | 2022       | Sông Sài Gòn   | Tp Hồ Chí Minh         |                                                                                            |
| 10   | Cầu Nhật Tân    |          | 110           | 2015       | Sông Hồng      | Hà Nội                 | Cầu dây văng lớn nhất Việt Nam.                                                            |
| 11   | Cầu Bính        |          | 101,6         | 2005       | Sông Cấm       | Hải Phòng              |                                                                                            |
| 12   | Cầu Bạch Đằng   |          | 100           | 2018       | Sông Thái Bình | Hải Phòng - Quảng Ninh |                                                                                            |
| 13   | Cầu Kiền        |          | 100           | 2003       | Sông Cấm       | Hải Phòng              |                                                                                            |
| 14   | Cầu Pá Uôn      |          | 99            | 2010       | Sông Đà        | Sơn La                 | Cầu có trụ cầu cao nhất Việt Nam.                                                          |
| 15   | Cầu Nhật Lệ 2   |          | 97,5          | 2017       | Sông Nhật Lệ   | Quảng Bình             |                                                                                            |
| 16   | Cầu Thuận Phước |          | 92            | 2009       | Sông Hàn       | Đà Nẵng                | Cầu dây võng cao nhất Việt Nam                                                             |
| 17   | Cầu Móng Sến    |          | 83            | 2021       | Cầu cạn        | Lào Cai                | Cầu cạn có trụ cao nhất Việt Nam                                                           |
| 18   | Cầu Sông Hiếu   |          | 74            | 2022       | Sông Hiếu      | Quảng Trị              |                                                                                            |